# Inventor
Un inventor o inventora (provinent del llatí invenire, trobar) és tot aquell que crea o idea quelcom que abans no existia, és a dir, una invenció. És l'individu que idea, crea o concep alguna cosa o en millora d'altres per al profit propi o de la comunitat. Els inventors professionals actualment es diuen enginyers. Alguns inventors importants al llarg de la història són Arquimedes, Leonardo da Vinci, Thomas Alva Edison, Nikola Tesla.

## Inventors
La paraula inventor ve del verb llatí invenire, que té l'arrel invent-, trobar. (Vegeu l'apartat personalitat creativa en l'article Inventiva). La frase "la necessitat és la mare de la invenció" diu que, essencialment, la manca de recursos condueix a la invenció, mentre que una escola del pensament oposada argumenta que només amb un excés de recursos s'obtenen aqueixos resultats. Actualment, però, es pot entendre el procés inventiu com a curiositat que genera invencions.
Alguns grans inventors:
- Nikola Tesla
- Leonardo da Vinci
- Robert Moog
- Juan de la Cierva y Codorníu
- Leonardo Torres Quevedo
- Narcís Monturiol
- Isaac Peral
- Lars Magnus Ericsson
- Alexander Fleming
- Alexander Graham Bell
- Thomas Alva Edison
- Benjamin Franklin
- Ferdinand von Zeppelin
- Samuel Colt
- Humberto Fernández Morán
- Guillermo González Camarena
- Alfred Nobel

Un dels pioners de totes les invencions modernes va ser l'artista renaixentista Leonardo da Vinci; la importància no està tant en les seves invencions, les quals a causa de les limitacions de l'època no es van poder comprovar com a útils o pràctiques, sinó perquè va inaugurar la metodologia de la ciència moderna, i en aquí és el pioner de totes les invencions fetes després d'ell. Va ensenyar que la naturalesa s'ha de mirar sistemàticament i ha de ser investigada amb ulls curiosos, perquè "la saviesa és filla de l'experiència" i hom pot modificar les coses a través de la projecció i creació d'instruments mecànics.